# Mariana Avitiaová
Mariana Avitiaová, rodným jménem Mariana Avitia Martínez (* 18. září 1993 Monterrey, Nuevo León) je mexická lukostřelkyně a bronzová medailistka ze soutěže jednotlivkyň na Letních olympijských hrách 2012 v Londýně.
Na Panamerických hrách 2011 v Guadalajaře byla členkou ženského týmu, který vybojoval zlaté medaile.

## Olympijská účast

### LOH 2008
Jako čtrnáctiletá startovala na pekingských Letních olympijských hrách 2008, kde z kvalifikace postoupila do vyřazovacích bojů jako dvacátá lukostřelkyně nástřelem 641 bodů. V prvním kole pavouku porazila Severokorejku Son Hye-Yong poměrem 112-107. Ve druhé fázi přešla přes třináctou nasazenou Polku Małgorzatu Sobieraj-Ćwienczekovou rozdílem bodů 110-109 do třetího kola. V něm zdolala Gruzínku Chatunu Narimanidzeovou výsledkem 109-108. Ve čtvrtfinále pak podlehla další Severokorejce Kwon Un-Sil po nástřelu 99-105 bodů.

### LOH 2012
Na Letních olympijských hrách 2012 v Londýně vybojovala bronzovou medaili poté, co v rozhodujícím utkání o tento kov zdolala Američanku Khatunou Lorigovou 6:2 na sety. Spolu se stříbrnou krajankou Aídou Románovou získaly pro Mexiko historicky první olympijské medaile z lukostřelby.